# بوب ويد
بوب ويد (بالإنجليزية: Bob Wade)‏ هو لاعب كرة قدم أمريكية أمريكي، ولد في 9 ديسمبر 1944 في بالتيمور في الولايات المتحدة.